# Maquillage (film, 1927)
Pour plus de détails, voir Fiche technique et Distribution.
Maquillage (Da hält die Welt den Atem an) est un film allemand réalisé par Felix Basch, sorti en 1927.

## Synopsis
La célèbre Adda van Royt joue le rôle principal dans la prochaine pièce du metteur en scène Volkmar. Un jour, leur argent est volé. Étonnamment, l'artiste reçoit bientôt un appel téléphonique dans lequel l'auteur avoue avoir commis ce vol alors qu'il était dans un état de confusion mentale. L'inconnu lui demande de venir dans un hôtel où il veut rendre l'argent volé. Le directeur de théâtre bien connu Morris Broock a également séjourné dans cet hôtel. L'Américain, autrefois rejeté par Adda dans sa cour, voit maintenant sa chance de rattraper son retard face à l'actrice. Morris reconnaît le voleur dans l'homme qui l'attend à l'hôtel, car il a vu ce monsieur s'échapper de la chambre d'Adda immédiatement après le vol.
Lorsque Broock, poussé par la jalousie, menace d'aller trop loin, Adda, qui prend goût à Longard, prétend sans ménagement que l'étranger est son fiancé, espérant que Broock reculera. Mais Morris ne pense même pas à lâcher Adda. Il veut plutôt se venger de sa reine de cœur et tisse une intrigue. Afin de priver Adda de son rôle principal tant attendu, L'Américaine propose au directeur de théâtre, qui est en difficulté financière, de l'aider à la représentation de la revue avec son propre argent si le rôle principal féminin revient à sa concurrente Kitty Lerron à la place. d'Adda. Quand Adda découvre cela, elle confronte Broock. Dans l'échange de paroles, un coup de feu est tiré depuis une cachette derrière un rideau de porte, et Broock tombe au sol, touché. Adda et Longard sont bientôt soupçonnés d'avoir tiré sur l'Américain. Après quelques allers-retours, il s'avère que le secrétaire de Broock a commis le meurtre parce qu'il ne voulait plus être intimidé par son patron despotique. L'agresseur se juge alors, et Adda peut enfin épouser Klaus von Longard et commencer leur lune de miel.

## Fiche technique
- Titre original : Da hält die Welt den Atem an
- Titre français : Maquillage
- Réalisation : Felix Basch
- Scénario : Julius Urgiß (en) d'après le roman de Guido Kreutzer
- Photographie : Gustave Preiss (en)
- Pays de production : République de Weimar
- Format : Noir et blanc - 1,33:1 - Film muet
- Genre : drame
- Durée : 85 minutes
- Date de sortie : 1927

## Distribution
- Marcella Albani : Adda van Royt
- Sandra Milowanoff : Kitty Lerron
- Werner Krauss : Morris Broock
- Alphons Fryland (en) : Klaus von Longard
- S. Z. Sakall : le directeur du théâtre
- Eduard von Winterstein : le commissaire
- Ferdinand Bonn
- Karl Etlinger
- Fritz Kampers : l'électricien
- Rudolf Lettinger
- Gyula Szöreghy
- Charles Vanel